# Mas de Mayac

Le Mas de Mayac est un ancien monastère situé sur la commune française d'Uzès, située dans le département du Gard et la région Languedoc-Roussillon.

## Histoire
Constructions existantes du XVe siècle au XIXe siècle, il est donné à l'église au XIIIe siècle, par le comte de Toulouse, et devient la propriété des chanoines de la cathédrale d'Uzès (usage de ferme et de résidence). Il est vendu comme bien national à la Révolution française.
Ses façades et toitures font l’objet d’une inscription au titre des monuments historiques depuis le 11 juin 1987.